# パイロット・コントロールド・ライティング
パイロット・コントロールド・ライティング (Pilot Controlled Lighting（PCL）、Aircraft Radio Control of Aerodrome Lighting（ARCAL）、Pilot Activated Lighting （PAL））は、日本で「パイロット制御照明」と呼ばれ、飛行場の進入灯、滑走路灯、誘導路灯を航空機のパイロットが無線を介して制御することを可能にするシステムである。
PCLシステムは、灯火を一晩中点灯することも、必要に応じて点灯する人員を維持することも経済的に難しい航空交通管制塔のない空港（無管制空港）、或いは離着陸の少ない飛行場で最も一般的である。パイロットが必要に応じて点灯することにより、消費電力量と光害を抑制することができる。
飛行場でPCLがサポートされていれば、パイロットはその飛行場の照明を制御する周波数に機上の無線電話を合わせる。その周波数は、米国の場合多くはUNICOM/CTAFといった管制塔などのない空港で離着陸を通報する場合に定められた一般周波数と同一であるが、レディオ（日本で航空管制運航情報官が担当する飛行場対空援助業務と同じ）の周波数を使用するなど例外もある。無線電話機のPTTスイッチを指定回数押すことによりシステムを操作する方法が典型的である。
通常、以下の3つの設定がある。
- 低輝度：5秒以内に3回押す
- 中輝度：5秒以内に5回押す
- 高輝度：5秒以内に7回押す

上記の操作後、灯火が15分間点灯し続け、その後消灯する。点灯中に再び命令を送ると、輝度の変更の有無に関わらずその時点から再び15分間点灯し続ける。消灯前にパイロットに警告するために10秒間特定のライトが明滅する飛行場もある。
PCLを使用する場合、最終進入中の航空機は、灯火が既に点灯していても新たに命令を送ることが非常に強く推奨される（特に他の航空機によって点灯されている場合）。これは滑走路末端通過時の様な重要な時に不意に消灯してしまうことを避けるためである。